# Aulacodes chrysoxantha
Aulacodes chrysoxantha là một loài bướm đêm trong họ Crambidae.